# Nyssodrysternum amparense
Nyssodrysternum amparense är en skalbaggsart som först beskrevs av Julius Melzer 1934.  Nyssodrysternum amparense ingår i släktet Nyssodrysternum och familjen långhorningar. Inga underarter finns listade i Catalogue of Life.